# Вусач окатий плямистий
Вусач окатий плямистий (Mesosa myops) — вид жуків з родини вусачів.

## Поширення
Вид поширений в Східній Європі та Північній Азії від Польщі до Японії і Тайваню.

## Опис
Жук завдовжки 10–14 мм, сірого кольору з сивими волосками. На задній частині жука є чорні плями, облямовані неправильними жовтими плямами, які добре маскують його на стовбурі дерева, покритого лишайниками. Передні ноги мають чотири подовжені чорні плями. Кінцівки сірувато-коричневі, а також мають жовті та чорні плями. Вусики надзвичайно довгі і червонувато-коричневого кольору

## Спосіб життя
Личинки живуть у мертвій деревині дуба і липи, ріше в інших листяних деревах. Личинки вирізають низькі, але широкі звивисті коридори. Найчастіше вони трапляються у повалених стовбурах, але іноді також у сухостої. Личинки розвиваються щонайменше два роки. Дорослі жуки трапляються у стовбурах дерев, придатних для розмноження, з червня по серпень.

## Охорона
Вид занесений до Директиви Європейського Союзу 92/43/ЄС «Про збереження природних оселищ та видів природної фауни і флори» (Додаток II. Види рослин і тварин, що становлять особливий інтерес для Європейського Союзу, збереження яких потребує створення територій особливої охорони. Додаток IV. Види рослин і тварин, що становлять особливий інтерес для Європейського Союзу, які потребують суворих заходів охорони).

## Підвиди
- Mesosa myops japonica Bates, 1873
- Mesosa myops myops (Dalman, 1817)
- Mesosa myops plotina Wang, 2003